# Andrena macra
Andrena macra là một loài Hymenoptera trong họ Andrenidae. Loài này được Mitchell mô tả khoa học năm 1951.